# معرض الشرق الأوسط للأفلام والقصص المصورة
معرض الشرق الأوسط للأفلام والقصص المصورة (عادة يعرف ك MEFCC) هو معرض متعدد الأنشطة يقام سنويا في دبي بـالإمارات العربية المتحدة في شهر أبريل. يعدّ المعرض أحد أشهر الفعاليات التي تقام في المنطقة حيث يعرض مواضيع ترفيهية وثقافية إقليمية ودولية ذات شعبية واسعة وتتضمن بعضاً من أشهر العلامات التجارية في العالم من مجال الأفلام، التلفزيون، الخيال العلمي، الرسوم المتحركة، المانغا والقصص المصورة، المقتنيات المجمّعة، الألعاب الإلكترونية وغيرها. كما يركز على محتويات إقليمية مثل زيرو إيرور ، فريج، مدينة فوب، سوار الذهب، أبناء الشمسين، إلخ. التسجيل المبكر للمحترفين، العارضين، والضيوف يبدأ أربعة أشهر قبل المناسبة. يحتوي أيضا على لجنة للنقاش وندوات وورشات تدريب مع محترفي قصص مصورة، هناك أيضا عروض مسبقة لأفلام قادمة، جلسات لاستعراض ملفات من قبل أكبر شركات القصص المصورة، ومسابقات كوزبلاي.

## التاريخ

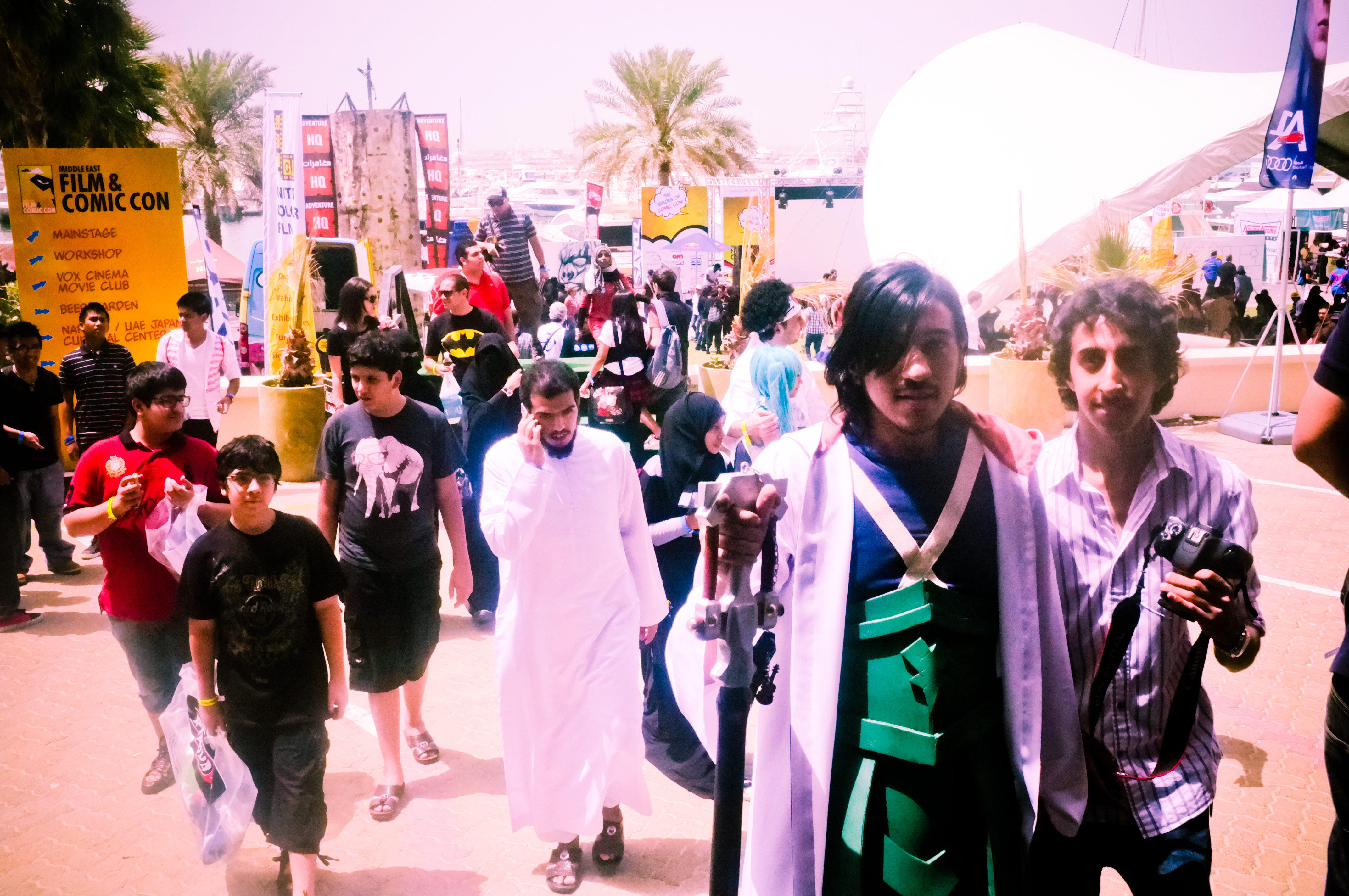
أشخاص في معرض عام 2012.

### المرحلة البدائية
تأسس المعرض بعام 2011 من قبل وكالة التواصل بالشرق الأوسط ExtraCake PRA.

### MEFCC 2012
الإصدار الأول للمعرض كان بعام 2012 وكان من أبرز الحضور جايسون موموا، لوري هولدين، جون رايز-ديفيس، لوسيانا كارو، ومارك شيبارد. من ضمن العارضين كانوا مارفل كومكس، دايموند كومك للتوزيع، إكسبانس سي جي آي، إلخ.

### MEFCC 2013
عاد المعرض بإصداره الثاني في أبريل 2013، كان المعرض ناجحا حيث كان عدد الحضور أكثر من 20000 ضيفاً من جميع أنحاء الإقليم وتغطية إعلامية عبر التلفاز، المطابع، والإنترنت. كان من أبرز الحضور شون أستين، ألن توديك، وارويك ديفيس، إيوان جروفود، مانو بينيت، ماكس لاندس، وممثلوا الأصوات يوري لوينثال وتارا بلات.

### MEFCC 2014
في 2014، بعد توقع حضورٍ جامح، قام المنظمون بنقل المعرض من مكانه الأصلي في الميناء السياحي إلى مبنى معرض دبي الدولي بمركز دبي التجاري العالمي. إضافةً إلى ذلك، امتدت المناسبة من يومين إلى ثلاثة أيام (من الخميس إلى السبت)، حيث كان اليوم الأول مخصص للمدارس والمجموعات الجامعية، إلى جانب برنامج ورش العمل القائم فعلاً والذي امتد ليومين.

### MEFCC 2015
حظيت حفلة 2015 بحضور أكثر من 50 ألف شخص والذي أستمر لمدة ثلاثة أيام (من الخميس إلى السبت) في معرض دبي الدولي بمركز دبي التجاري العالمي، وضم ضيوفا مثل [[جيليان أندرسون]، ويليلي شاتنر، أنجليكا بريدجيس، كيتلين غلاس، كيلي هو، سام J جونز، ماكس لانديس، برايس بابينبروك، كليف ستاندن، و ميلتوس يروليمو وكان فيها معارض وأكشاك لعرض المنتجات المختلفة التي يدعمها المؤتمر.

### MEFCC 2016
تمت النسخة الخامسة من الاتفاقية خلال الفترة من 6 إلى 8 أبريل 2016 في معرض دبي الدولي بمركز دبي التجاري العالمي. وشارك فيها ممثلون فيرونيكا تايلور ونيكولاج كوستر-والداو وكريستوفر لويد و [ نيك فروست]] والكتاب الهزلي المبدعين فابيان نيسيزا وكيفن إيستمان. تم عرض جلسة أسئلة وأجوبة مع ستان لي عبر الفيديو المباشر أيضا.

## وصلات خارجية
- الموقع الرسمي